# Vola Vale
Vola Vale, nata Violet Irene Smith (Buffalo, 12 febbraio 1897 – Hawthorne, 17 ottobre 1970), è stata un'attrice statunitense del cinema muto.

## Filmografia
- Two Girls of the Hills - cortometraggio (1913)
- Love and Hash - cortometraggio (1914)
- Merely Mother - cortometraggio (1914)
- The Iron Master, regia di Travers Vale - cortometraggio (1914)
- Masks and Faces, regia di Lawrence Marston - cortometraggio (1914)
- Life's Stream - cortometraggio (1914)
- Ernest Maltravers, regia di Travers Vale - cortometraggio (1914)
- Little Miss Make-Believe - cortometraggio (1914)
- A Scrap of Paper, regia di Travers Vale - cortometraggio (1914)
- The Girl He Brought Home - cortometraggio (1915)
- Three Hats, regia di Travers Vale - cortometraggio (1915)
- His Romany Wife - cortometraggio (1915)
- Where Enmity Dies - cortometraggio (1915)
- Lorna Doone, regia di J. Farrell MacDonald - cortometraggio (1915)
- The Black Sheep, regia di J. Farrell MacDonald - cortometraggio (1915)
- Felix Holt - cortometraggio (1915)
- Captain Fracasse - cortometraggio (1915)
- The Smuggler's Ward, regia di J. Farrell MacDonald - cortometraggio (1915)
- Frederick Holmes' Ward , regia di Walter V. Coyle - cortometraggio (1915)
- The Soul of Pierre, regia di Travers Vale - cortometraggio (1915)
- Heart Trouble - cortometraggio (1915)
- The Inevitable, regia di Walter V. Coyle - cortometraggio (1915)
- Harvest - cortometraggio (1915)
- The Passing Storm, regia di Alan Hale - cortometraggio (1915)
- Love's Enduring Flame - cortometraggio (1915)
- His Emergency Wife - cortometraggio (1915)
- Her Stepchildren - cortometraggio (1915)
- Cupid Entangled, regia di Walter V. Coyle - cortometraggio (1915)
- The Chain of Evidence, regia di Walter V. Coyle (come Walter Coyle) (1916)
- What Happened to Peggy, regia di Walter V. Coyle (come Walter Coyle)
- Alias Jimmy Barton - cortometraggio (1916)
- Paths That Crossed, regia di J. Farrell MacDonald (1916)
- Celeste, regia di Walter V. Coyle (as Walter Coyle) (1916)
- Merry Mary - cortometraggio (1916)
- A Great Love, regia di Clifford S. Elfelt (1916)
- Timothy Dobbs, That's Me, regia di Wallace Beery (1916)
- The Sody Clerk, regia di Wallace Beery (1916)
- Weapons of Love, regia di Clifford S. Elfelt (1916)
- A Thousand Dollars a Week, regia di Wallace Beery (1916)
- The Song of the Woods, regia di Clifford S. Elfelt (1916)
- From the Rogue's Gallery, regia di Wallace Beery (1916)
- For Her Mother's Sake
- Hired and Fired, regia di Wallace Beery - cortometraggio (1916)
- The Eternal Way, regia di Clifford S. Elfelt - cortometraggio (1916)
- The Cry of Conscience, regia di Clifford S. Elfelt - cortometraggio (1916)
- The Woman He Feared, regia di Harry F. Millarde - cortometraggio (1916)
- The Eagle's Wings, regia di Robert Z. Leonard e Rufus Steele (1916)
- The Price of Silence, regia di Joseph De Grasse (1916)
- It Sounded Like a Kiss, regia di Louis Chaudet - cortometraggio (1916)
- L'odio del rajah (Each to His Kind), regia di Edward J. Le Saint (1917)
- The Winning of Sally Temple, regia di George Melford (1917)
- Mentioned in Confidence, regia di Edgar Jones (1917)
- The Last Cigarette, regia di George Bronson Howard - cortometraggio (1917)
- Perils of the Secret Service, regia di Hal Mohr, George Bronson Howard e Jack Wells - serial (1917)
- The Bond Between, regia di Donald Crisp (1917)
- The Topsy Turvy Twins, regia di Richard Stanton - cortometraggio (1917)
- The Secret of Black Mountain, regia di Otto Hoffman - cortometraggio (1917)
- The Son of His Father, regia di Victor Schertzinger (1917)
- The Lady in the Library, regia di Edgar Jones (1917)
- Zollenstein, regia di Edgar Jones (1917)
- The Silent Man, regia di William S. Hart (1917)
- Wolves of the Rail, regia di William S. Hart (1918)
- The Locked Heart, regia di Henry King (1918)
- Happy Though Married, regia di Fred Niblo (1919)
- A Heart in Pawn, regia di William Worthington (1919)
- Hearts Asleep, regia di Howard C. Hickman (1919)
- Hornet's Nest, regia di James Young (1919)
- Six Feet Four, regia di Henry King (1919)
- Someone Must Pay, regia di Ivan Abramson (1919)
- Overland Red, regia di Lynn Reynolds (1920)
- Alias Jimmy Valentine, regia di Edmund Mortimer e Arthur Ripley (1920)
- A Master Stroke, regia di Chester Bennett (1920)
- The Purple Cipher, regia di Chester Bennett (1920)
- Someone in the House, regia di John E. Ince (1920)
- The Iron Rider, regia di Scott R. Dunlap (come Scott Dunlap) (1920)
- Commons Sense, regia di Louis Chaudet (1920)
- Singing River, regia di Charles Giblyn (1921)
- The Duke of Chimney Butte, regia di Frank Borzage (1921)
- White Oak, regia di Lambert Hillyer (1921)
- Good Men and True, regia di Val Paul (1922)
- Crashin' Thru, regia di Val Paul (1923)
- Soul of the Beast, regia di John Griffith Wray (1923)
- The Man Between, regia di Finis Fox (1923)
- Mothers-in-Law, regia di Louis J. Gasnier (1923)
- The Midnight Flower, regia di Leslie T. Peacocke (1923)
- The Mirage, regia di George Archainbaud (1924)
- Who Cares
- Il fantasma dell'opera (The Phantom of the Opera), regia di Rupert Julian (1925)
- Heartless Husbands, regia di Bertram Bracken (1925)
- Little Annie Rooney
- Her Big Adventure, regia di John Ince (1926)
- Two Can Play, regia di Nat Ross (1926)
- The Sky Pirate (1926)
- Home Sweet Home, regia di John Gorman (1926)
- Black Tears, regia di John Gorman (1927)
- Tomorrow and Tomorrow
- Un bacio al buio (One Rainy Afternoon), regia di Rowland V. Lee (1936)